# Saint-Simeux
Saint-Simeux era una comuna francesa que estaba situada en el departamento de Charente, de la región de Nueva Aquitania, que el 1 de enero de 2021 pasó a formar parte de la comuna nueva de Mosnac-Saint-Simeux como comuna delegada.

## Demografía
| Gráfica de evolución demográfica de Saint-Simeux entre 1800 y 2018 |
|                                                                    |

Los datos demográficos contemplados en este gráfico de la comuna de Saint-Simeux se han cogido de 1800 a 1999 de la página francesa EHESS/Cassini, y los demás datos de la página del INSEE.